# Підбрехач
«Підбрехач» – бурлеск Григорія Квітки-Основ'яненка, написана в 1842 році.

## Персонажі
Пархім – парубок .
Хівря – хазяйка, роботяща.
Самійло Петрович – товариш Остапа

## Сюжет
Було багато брехунів: Перший коли сватався набрехав про дві слободи і "грошей повні комори" та дівчина плачеться по увесь вік.
Другий позича гроші, божиться: «Через год, — каже», — віддам, а год минув — не тільки рост, та й істе пропало!
Третій говорив : «Давайте попереду грошики, я вам мудрих книжок понаписую». Грошики зчистив, а за книжками хоч і не приходьте.

Просячи Пархим Остапа, щоб пішов за нього старостою до Хіври. Побачивши Остап свого товариша, вони почали розробляти план. Звучав цей план так:
Я буду починати брехати, а ти підбріхуй; звісно, як старости брешуть про парубка, за кого сватають, а без брехні вже не можна! Я збрешу на палець, а ти підбріхуй на цілий локоть, то й закінчаєм діло, зап'ємо могоричі, а молоді опісля нехай живуть, як знають!
Увішли у хати Хіври, помолилися, хазяїну поклонилися і почали казати законнії речі про порошу, про князя, про куницю і звели на красну дівицю. Починаєтся діалог де Остап та Самійло почали брехати. Питали про Пархіма, кривим на ногу. Розповіли батькам Хіври що Пархіма на Сибір зошлють. Потім йде фраза:
Після такої розмови що батькові та матері Хівриним робити? Випровадили нечестю старостів і трохи чи й не позивали ще за бешкет, що за такого жениха приходили сватати їх дочку. А на парня пустили славу, що й повік не збув!
| Україна | Це незавершена стаття про Україну. Ви можете допомогти проєкту, виправивши або дописавши її. |